# Purquazi
Purquazi é uma cidade e uma nagar panchayat no distrito de Muzaffarnagar, no estado indiano de Uttar Pradesh.

## Demografia
Segundo o censo de 2001, Purquazi tinha uma população de 23,526 habitantes. Os indivíduos do sexo masculino constituem 53% da população e os do sexo feminino 47%. Purquazi tem uma taxa de literacia de 44%, inferior à média nacional de 59.5%: a literacia no sexo masculino é de 51% e no sexo feminino é de 36%. Em Purquazi, 19% da população está abaixo dos 6 anos de idade.